# Lovászné Juhász Rita
Lovászné Juhász Rita (Gyöngyös, 1964 –) magyar hímző, viseletkészítő.

## Élete
1964-ben született Gyöngyösön. Már kisgyermek kora óta foglalkozik hímzéssel, kézimunkázással szövéssel. Nagymamája Szakács Józsefné Népi Iparművész (1923–2012) nevelte fel, tanította a népi hagyományok szeretetére. Ő már fiatalon elkezdte gyűjteni Palócföldön a régi textileket, hímzéseket azzal a céllal, hogy megőrizze mintakincsüket. Egyre gyarapodott az anyag, amelynek gyűjtésébe már tízéves korában bekapcsolódott Rita, elkísérte gyűjtőútjaira. Az általános iskolában hamar kiderült, hogy jó a rajzkészsége és ezen a területen kellene továbbtanulnia.
Sikerült felvételt nyernie a budapesti Képző és Iparművészeti Szakközépiskola textil szakára. Ott minden textiltechnikát (szövés, szövött anyag tervezése, batikolás, varrás stb.) elsajátított, és vizsgamunkáiban mindig a népi ornamentikák felé fordult. Dicsérettel végezte a textiltechnikai-tervező szakot.
1987-ben megkapta a Népi Iparművész címet két szakágban (hímző és viseletkészítő), majd 1998-ban a Népművészet Ifjú Mestere címet szerezte meg. 2009-ben Csokonai alkotói díjat kapott addigi munkásságáért. 2013-ban Andragógia (Felnőttképzés szakirány) szakon szerzett főiskolai diplomát.

## Díjak, elismerések
(A teljesség igénye nélkül):
- 1985 Országos Népművészeti Kiállítás pályázat II. díj
- 1985 Kis Jankó Bori pályázat Oklevél
- 1994 Országos Textil Pályázat I. díj
- 1994 Országos Népművészeti Kiállítás pályázat II. díj
- 1996 ONK II. díj
- 1998 „Népművészet Ifjú Mestere” Miniszteri kitüntetés
- 1999 Hunnia Virágai csipke pályázat Oklevél
- 2000 Országos Textil Pályázat I. díj
- 2000 Országos Népművészeti Kiállítás pályázat I. díj
- 2001 Kis Jankó Bori pályázat
- Nemzeti Kulturális Minisztérium II. díj
- 2005 ONK. II. díj
- 2008 Országos textil Pályázat II. díj
- 2009 Nemzetközi babakészítési Verseny Korhű történelmi kat. I. díj
- 2009 "Csokonai Vitéz Mihály" Alkotói Díj Miniszteri kitüntetés
- 2010 Kis Jankó Bori pályázat Nemzeti Erőforrás Minisztérium I. díj
- 2010 Gránátalma Díj[2]
- 2013 "Gyöngyös Város Kultúrájáért" kitüntetés.
- 2019 "PRO CIVITATE" "Gyöngyös Díszpolgára" cím
- 2020 "Magyar Arany Érdemkereszt"
- 2020 "Gyöngyössolymos Díszpolgára" cím
- 2021 Magyar Művészeti Akadémia köztestületi tag Népművészeti tagozat[3]

## Publikációi
- Horgolt kézi csipkék (2010): A kézicsipke készítés alapjai; szerk. Mátray Magdolna, Kiadó: Mátray-Ház kft., Bábolna
- Palóc minták és subrikák (1989): Palócok III. szerk. Bakó Ferenc, Kiadó: Heves Megyei Múzeumok Igazgatósága